# Bradley Ball
Pour les articles homonymes, voir Ball.
Bradley Ball, né le 11 août 1976 à Melton, est un joueur professionnel de squash représentant l'Angleterre. Il atteint la 23e place mondiale en juillet 2005, son meilleur classement.
Après sa carrière de joueur professionnel, il devient entraîneur à New York.

## Palmarès

### Titres
- Open des Pays-Bas : 2005

### Finales
- Grasshopper Cup : 1999